# Сергей Степашин
Сергей Вадимович Степашин е руски държавник, професор, доктор на юридическите науки и кандидат на историческите науки.
Съпредседател на Асоциацията на руските юристи.
На 19 април 2000 г. е избран от Държавната Дума за председател на Сметната палата на Руската федерация.
Председател е на Императорското православно палестинско общество.

## Биография
Сергей Степашин заема висока длъжност в КГБ когато избухва т.нар. августовски пуч. Обявява се срещу пучистите и предотвратява опита за държавен преврат. След като пучистите са вкарани в ареста, оглавява държавната комисия за разследване дейността на КГБ и Градския комитет на червената партия в Москва по време на пуча по заповед на Михаил Горбачов (известна като „комисията Степашин“). След приключване на разследването, комисията излиза с доклад от няколко тома, който остава засекретен и е държавна тайна. След доклада КГБ е разпуснат, а службата преименувана във Федерална служба за контраразузнаване.
Сергей Степашин е министър-председател на Руската федерация, първи заместник министър-председател на Руската федерация, депутат в Държавната Дума, където е оглавявал Комисията за борба с корупцията. Бивш председател на Комитета на Върховния съвет на Руската федерация по въпросите на отбраната и сигурността, ръководител на Федералната служба за контраразузнаване, преименувана по него време на Федералната служба за сигурност (правоприемник на КГБ). Бил е министър на правосъдието и министър на вътрешните работи на Русия. Генерал-полковник от запаса, като темата на докторската му дисертация по право е „Теоретично-правни аспекти при гарантирането сигурността на Руската федерация”.
Сергей Степашин е определян за близък на президента и премиера на Русия – Дмитрий Медведев и Владимир Путин.

## Трудове
- Безопасность человека и общества (политико-правовые вопросы), СПб, 1994.
- Степашин С. В., Коровников А. В., Кутафин О. Е. и др. Сотрудник органов правопорядка: прохождение службы, обеспечение, правовая и социальная защита, М., 1999.
- Степашин С. В., Сальников В. П., Янгол Н. Г. Органы внутренних дел Северо-Запада России в годы Великой Отечественной войны, СПб, 1999.
- Степашин С. В., Сальников В. П., Гуцериев Х. С. и др. Человек и правоохранительная деятельность, СПб., 2000.
- Степашин С. В., Сурков К. В., Кваша Ю. Ф. и др. Основы оперативно-розыскной деятельности, СПб., 2000.
- Степашин С. В., Шульц В. Л., Идрисов Р. Ф. Вопросы безопасности в системе государственного и муниципального управления Российской Федерации, Казань, 2001.
- Степашин С. В., Двуреченских В. А., Чегринец Е. А., Чернавин Ю. А. Власть. Демократия. Контроль, М., 2005.